# Ivanivka, Bobrîneț
Ivanivka (în ucraineană Іванівка) este un sat în comuna Tarasivka din raionul Bobrîneț, regiunea Kirovohrad, Ucraina.

## Demografie
Componența lingvistică a localității Ivanivka
     Ucraineană (94,03%)
     Română (4,48%)
     Rusă (1,49%)
Conform recensământului din 2001, majoritatea populației localității Ivanivka era vorbitoare de ucraineană (94,03%), existând în minoritate și vorbitori de română (4,48%) și rusă (1,49%).